# SKF
SKF (Svenska Kullagerfabriken AB) – szwedzki producent łożysk. Jest obecnie największym na świecie dostawcą łożysk tocznych, opraw łożyskowych, oraz części i przyrządów służących do łożyskowania.

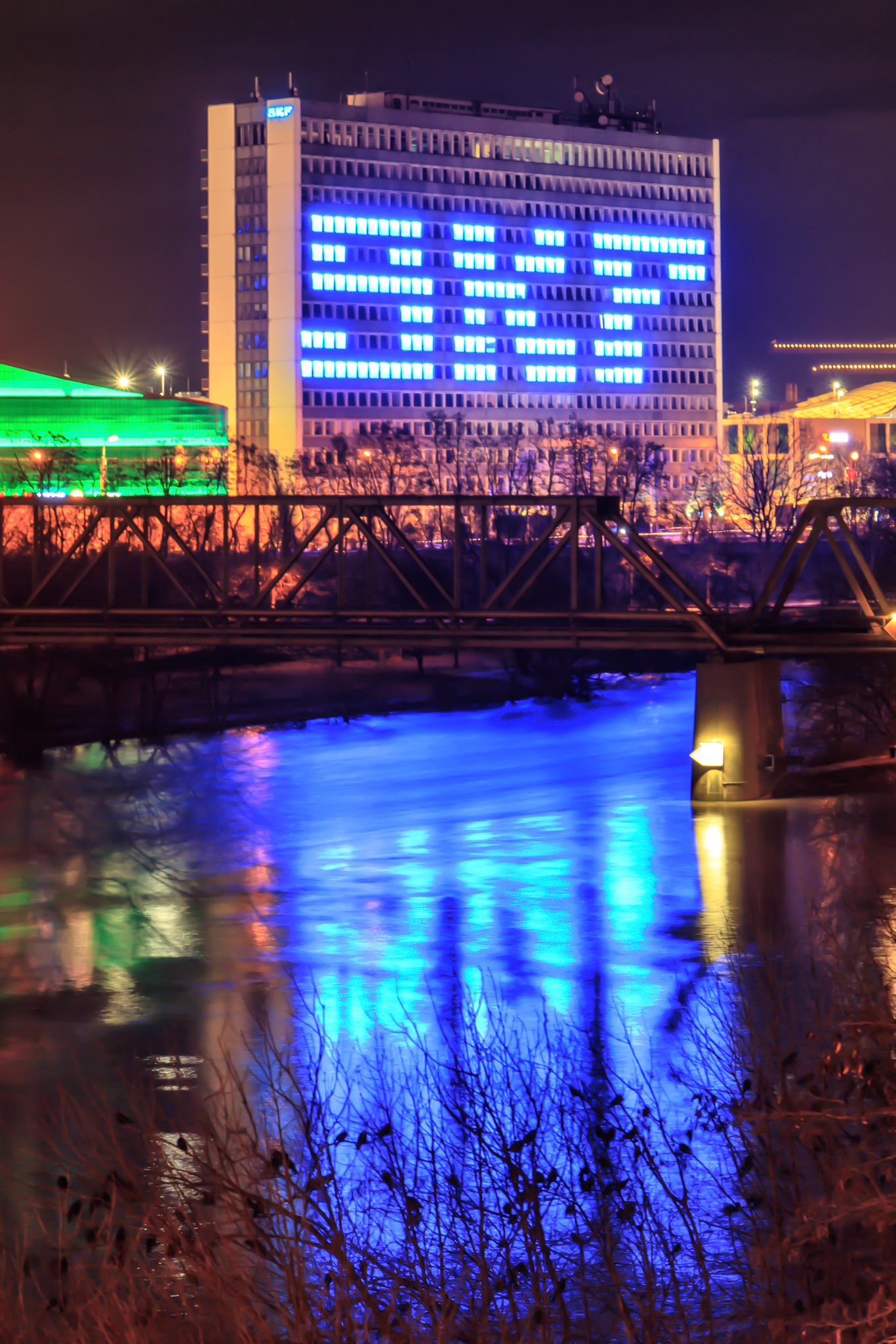
SKF, Schweinfurt, 2012

## Historia
Na początku XX wieku młody szwedzki inżynier – Sven Wingquist – pracownik manufaktury włókienniczej Gamlestadens Textile Industry prowadził badania nad zmodernizowaniem węzłów łożyskowych w swoim miejscu pracy. Wynikiem tych badań było opatentowanie nowoczesnego wówczas łożyska kulkowego. Modernizacja wyszła na tyle dobrze, że dyrekcja zakładu zdecydowała się założyć fabrykę produkującą nowy typ łożysk. W roku 1907 została założona firma Svenska Kullagerfabriken, a jej dyrektorem został Sven Wingqvist. Od roku 1909 zagraniczne oddziały firmy były tworzone pod nazwą SKF. Firma się tak gwałtownie rozwijała, że w 1912 roku miała już swoje oddziały w 32 państwach, od Japonii i Australii po Meksyk. W tymże roku także otworzyła w Szwecji własny instytut badawczy łożysk. W 1923 zostało otworzone przedstawicielstwo w Polsce, głównie z myślą o zapotrzebowaniu rynku na łożyska toczne w tworzącym się w Polsce przemyśle maszynowym (COP). W roku 1926 jedna ze spółek-córek SKF, rozpoczęła także produkcję samochodów Volvo. W 1970 r. przedsiębiorstwo miało już 68 fabryk, w których pracowało ponad 67 tys. pracowników. W 1980 roku powstaje projekt pod nazwą FlexLink, mający na celu zwiększenie wydajności wytwarzania łożysk. W wyniku prac nad projektem powstaje konstrukcja przenośników płytkowych. Zostaje też utworzona spółka córka FlexLink. W 1995 roku zostaje nabyta Poznańska Fabryka Łożysk Tocznych.

## Teraźniejszość
Obecnie SKF jest największym na świecie producentem łożysk tocznych, opraw i smarów łożyskowych. Posiada 110 fabryk w 28 państwach (w tym w Polsce). Przedsiębiorstwo posiada własne instytuty badawcze oraz wprowadza na rynek nowe standardy i typy łożysk tocznych (np. łożysko baryłkowe, łożysko toroidalne).

## Fabryki koncernu
Fabryki koncernu zlokalizowane są między innymi w:
–  Polska
- Poznań, Fabryka Łożysk Tocznych – Poznań

–  Ukraina
- Łuck[2]

–  Wielka Brytania
- Luton[3].